# Edwin Ray Lankester
Sir Edwin Ray Lankester (Londra, 15 maggio 1847 – Londra, 13 agosto 1929) è stato un biologo e zoologo britannico, noto per essere stato un prestigioso zoologo e battagliero biologo evoluzionista, è ricordato inoltre per la sua amicizia con Karl Marx.

## Biografia
Edwin Ray Lankester era il figlio di Edwin Lankester, un medico-naturalista londinese che diede un importante contribuito nella lotta contro il colera. Il nome Ray gli fu dato probabilmente in ricordo di John Ray, un naturalista del XVII secolo di cui suo padre aveva curato la biografia per la Ray Society, una società scientifica in onore di John Ray nata nel 1844. Lankester fece ottimi studi: dapprima al Downing College di Cambridge e poi al Christ Church di Oxford. Frequentò inoltre le università Vienna, Lipsia e Jena e fece attività di ricerca alla Stazione zoologica di Napoli.
Gli interessi di Lankester riguardarono le teorie biologiche, la zoologia, l'anatomia comparata e l'embriologia. Gli oggetti dei suoi studi andavano dai protozoi ai mammiferi, con una predilezione per i molluschi e gli artropodi. Il più importante contributo di Lankester alla tassonomia fu l'aver dimostrato, all'interno del phylum Arthropoda, affinità di aracnidi e merostomi, e di conseguenza la necessità dell'inclusione in un gruppo evolutivo coerente che poco dopo Richard Heymons denominò Chelicerata. Lankester diede inoltre una interpretazione in chiave evoluzionista dell'embriologia. Col tempo Lankester divenne uno studioso autorevole, un prestigioso e influente accademico, un brillante polemista e un fortunato divulgatore delle teorie evoluzionistiche. Molti importanti furono inoltre i suoi studi sulla "degenerazione". Lankester dimostrò infatti che il meccanismo della selezione naturale portava non a un progresso generale, ma solo all'adattamento locale: quest'ultimo spesso veniva acquisito attraverso la perdita di organi o comunque attraverso una semplificazione morfologica.

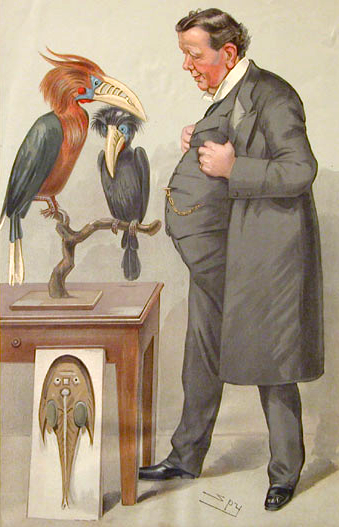
Caricatura di Lankester disegnata da Spy (Vanity Fair).

La carriera accademica di Lankester fu molto brillante. Subito dopo la laurea divenne fellow all'Exeter College di Oxford, dove incontrò Huxley e ottenne il Master of arts. Fu poi in sequenza: professore di zoologia all'University College (Londra), Fullerian professor di fisiologia alla Royal Institution, Linacre professor di anatomia comparata a Oxford e infine direttore dal 1898 al 1907 del Museo di storia naturale. Fu insignito di prestigiosi riconoscimenti quali la Copley Medal, la Medaglia della Royal Society, La Darwin-Wallace Medal, lauree honoris causa, l'Ordine del Bagno e l'assunzione alla Royal Society, la più prestigiosa accademia britannica.
Lankester manifestò una certa indipendenza di spirito: fu per natura un polemico avversario di ciarlatani e difensore della razionalità e della scienza. Ispirò alcuni romanzieri: Conan Doyle si ispirò a Lankester per il personaggio del professor Challenger de Il Mondo Perduto mentre H. G. Wells, che di Lankester fu allievo, lo prese come modello di Sir Roderick Dover del romanzo Marriage. Lankester fu amico di Karl Marx e uno dei pochissimi che prese parte al funerale del pensatore tedesco.

## Scritti (selezione)
- A Monograph of the Cephalaspidian Fishes (1870)
- Comparative Longevity (1871)
- Degeneration (1880)
- Limulus, an Arachnid (1881)
- Spoilia Maris (1889)
- The Advancement of Sciences (opera collettiva, 1889)
- A treatise on zoology (1900)
- Monograph of the Okapi (1910)
- Extinct Animals (1905)
- The Kingdom of Man (1907)
- Science from an Easy Chair (1910; seconda edizione, 1912)
- Diversions of A Naturalist (1915)
- Science and Education (1919)
- Secrets of Earth and Sea (1920)
- Great and Small Things (1923).